# Museum für Puppen und Spielzeug
Das Museum für Puppen und Spielzeug liegt in der Alten Gasse 28 in Bad Münstereifel im Kreis Euskirchen, Nordrhein-Westfalen.

## Geschichte
Das Museum ist in einem um 1780 erbauten zweistöckigen Fachwerkhaus untergebracht. Nach fast 3-jähriger Umbau- und Renovierungszeit wurde es am 5. April 2003 eröffnet.

## Sammlung
Auf zwei Etagen werden hölzerne Miniaturen aus dem 19. und 20. Jahrhundert gezeigt. Die Sammlung zeigt Tiere, Figuren, Nussknacker und Räuchermännchen. Dazu kommen Städte, Ritterburgen, Zinnsoldaten, Pyramiden, Blechspielzeug und ganze Bauernhöfe. Außerdem zeigt das Haus eine umfangreiche Sammlung von Wachspuppen aus dem 18. Jahrhundert, Porzellan- und Celluloidpuppen, Puppenhäuser und Puppenstuben.